# 1906 en musique classique
| \| • Retour à la chronologie générale de la musique classique • \| |
| Grèce • Rome • Haut Moyen Âge • VIIIe siècle • IXe siècle • Xe siècle • XIe siècle XIIe siècle • XIIIe siècle • XIVe siècle • XVe siècle • XVIe siècle • XVIIe siècle XVIIIe siècle • XIXe siècle • XXe siècle • XXIe siècle |
| • Retour à la chronologie générale de la musique classique • |

| Années en musique classique : 1903 - 1904 - 1905 - 1906 - 1907 - 1908 - 1909    |
| Décennies en musique classique : 1870 - 1880 - 1890 - 1900 - 1910 - 1920 - 1930 |

## Événements

### Créations
- 6 janvier : Miroirs de Maurice Ravel, créé par Ricardo Viñes à Paris.
- 24 janvier : Le Chevalier avare, opéra de Rachmaninov, créé au Théâtre Bolchoï de Moscou.
- 24 janvier : Francesca da Rimini, opéra de Rachmaninov, créé au Théâtre Bolchoï.
- 27 janvier : la Sonate « 1er octobre 1905 » pour piano de Janáček est créée à Brno par la pianiste Ludmila Tučková.
- 4 février : la Suite slovaque de Vítězslav Novák est créée.
- 6 février : le premier cahier d'Images pour piano de Claude Debussy, créé à Paris (salle des Agriculteurs) par Ricardo Viñes.
- 17 février : Rustiques pour piano d'Albert Roussel, créés à Paris (salle Pleyel) par Blanche Selva, à la Société nationale de musique.
- 18 février : Jour d'été sur la montagne, poème symphonique de Vincent d'Indy, créé aux Concerts Colonne.
- 10 mars : 
  - La Sonatine de Maurice Ravel, créée à Lyon par Paule de Lestang.
  - Don Procopio, opéra de Georges Bizet, créé à Monte-Carlo (salle Garnier) sous la direction de Léon Jehin.
- 23 mars : Le Quintette pour piano et cordes no 1 de Gabriel Fauré, créé à Bruxelles.
- 27 mai : La Symphonie no 6 « Tragique » de Gustav Mahler, créée à Essen.
- 31 octobre : Ariane, opéra de Massenet, créé au Palais Garnier sous la direction de Paul Vidal.
- 11 novembre : 
  - Symphonie no 3 de Guy Ropartz, créée à Paris.
  - Maskarade, opéra de Carl Nielsen, créé au Théâtre royal danois de Copenhague, sous la direction du compositeur.
- 3 décembre: La Symphonie no 3  en mi majeur op. 23 d'Hugo Alfvén, créée à Göteborg sous la direction du compositeur.
- décembre: La fille de Pohjola, poème symphonique de Sibelius, créé à Saint-Pétersbourg par l'Orchestre du Théâtre Mariinsky sous la direction du compositeur.
- 28 décembre : création en français de Madame Butterfly de Giacomo Puccini à l'Opéra-Comique

Date indéterminée
- Hora staccato, pièce de virtuosité pour violon et piano de Grigoraș Dinicu.
- le Quatuor pour piano et cordes op.20 de Sergueï Taneïev, créé à Moscou par le Quatuor bohémien et le compositeur au piano.

### Autres
- Création du hautbois Système 6bis (système Conservatoire à plateau) par  Adolphe Lucien Lorée de la maison F. Lorée en collaboration avec Georges Gillet, modèle qui est presque universellement utilisé aujourd'hui.

## Naissances

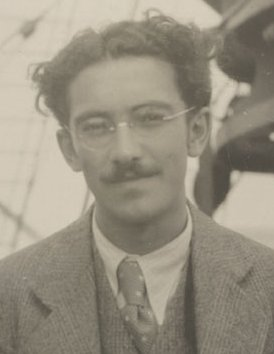
Murray Adaskin

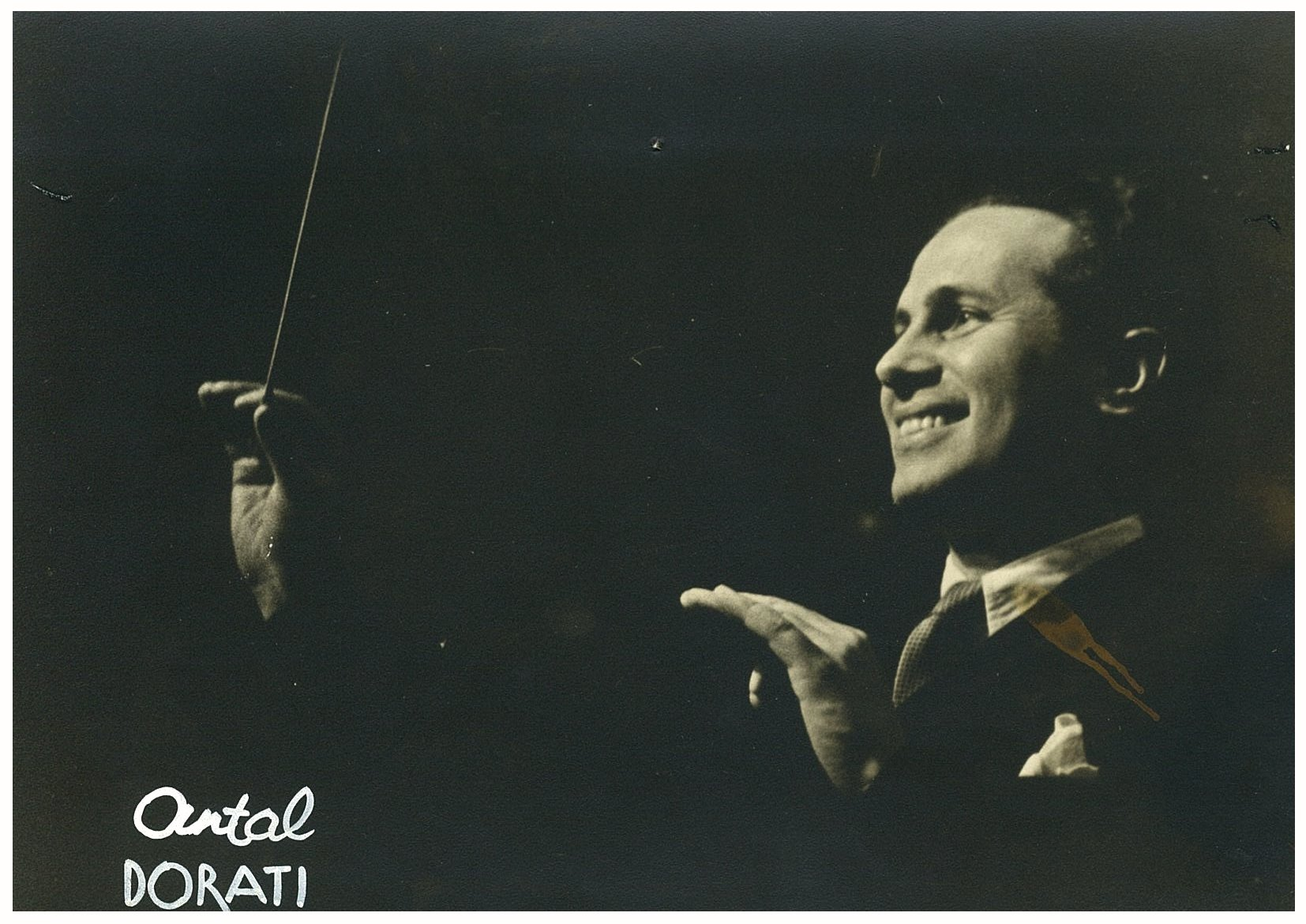
Antal Dorati

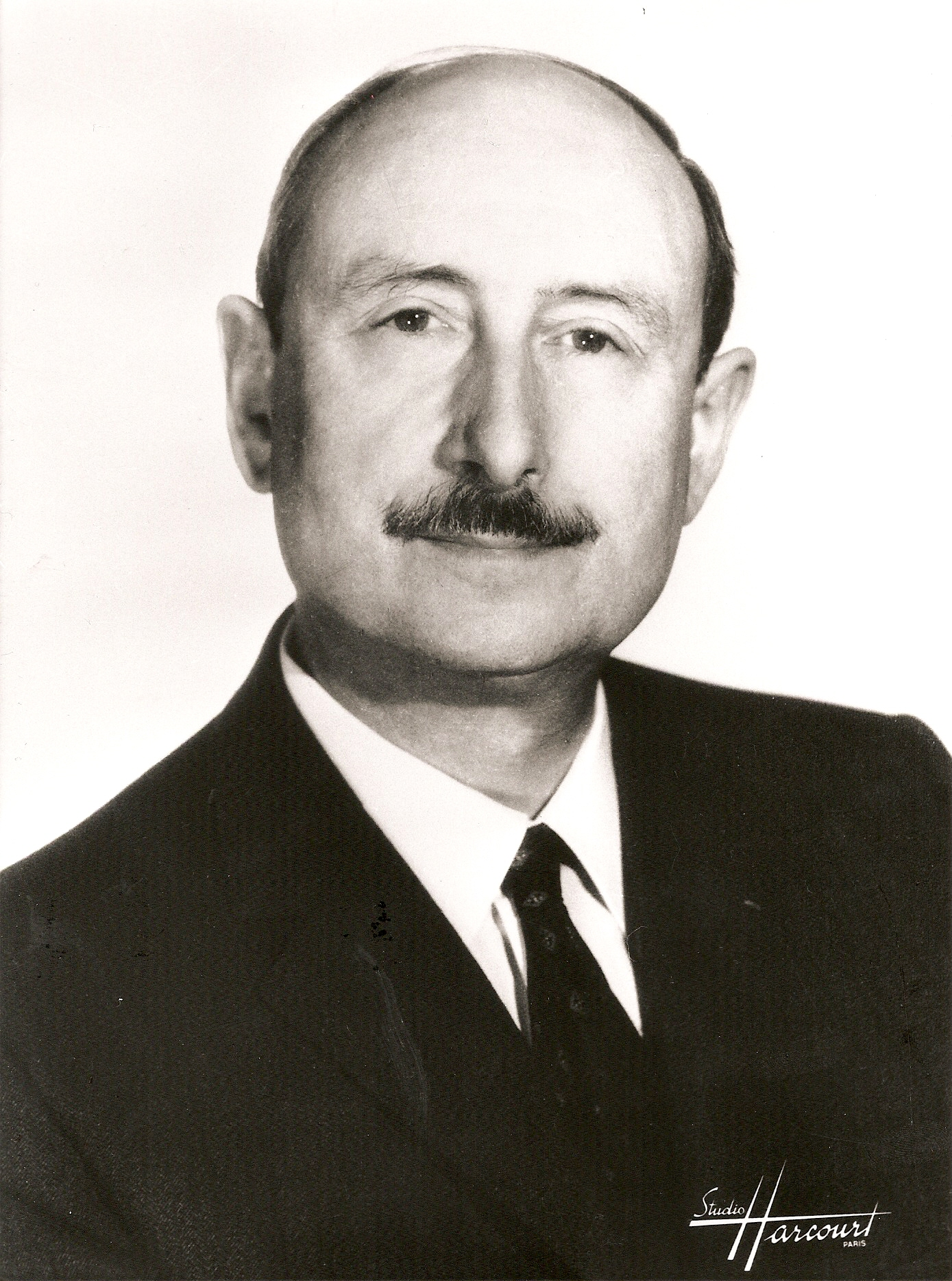
Denis Joly

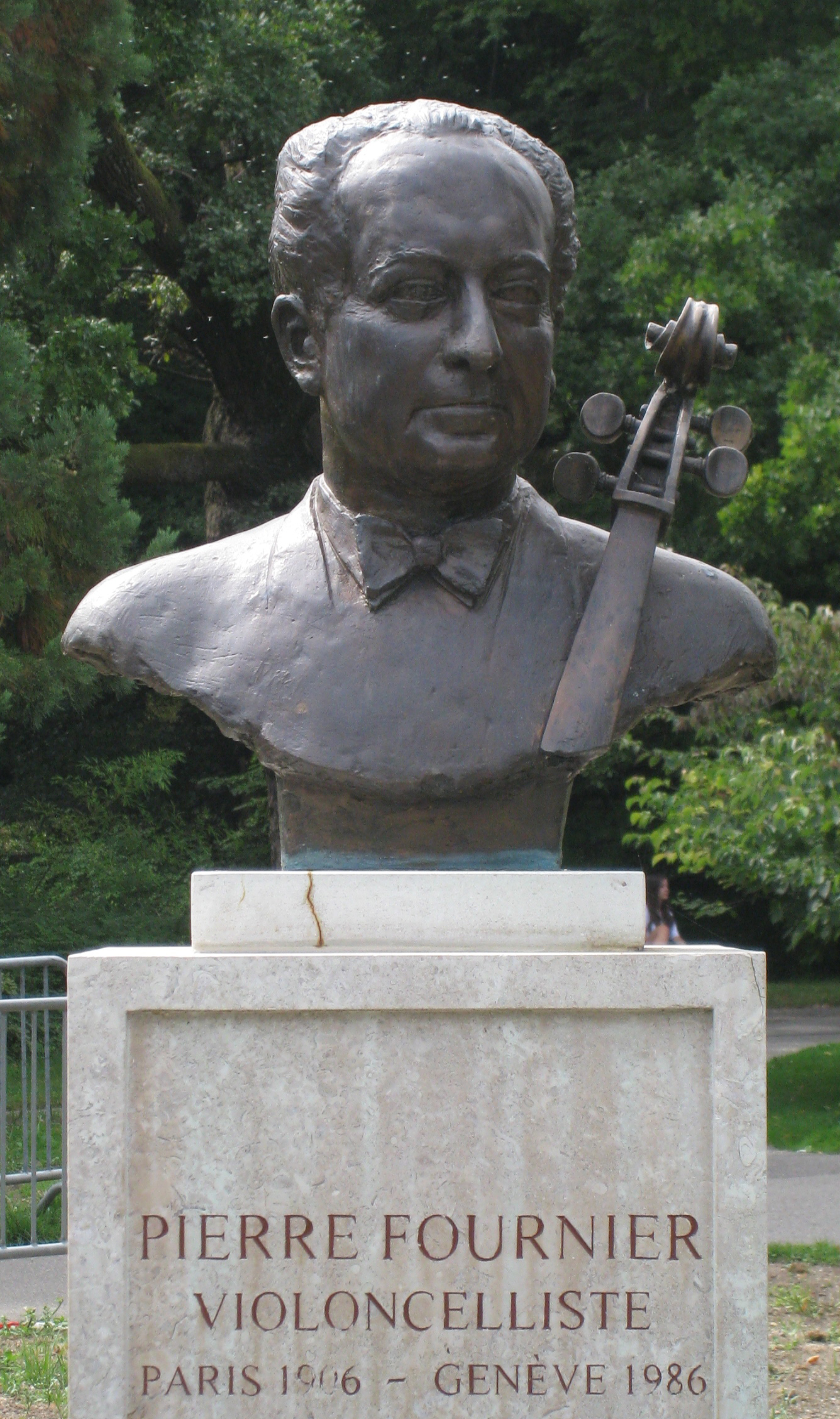
Pierre Fournier

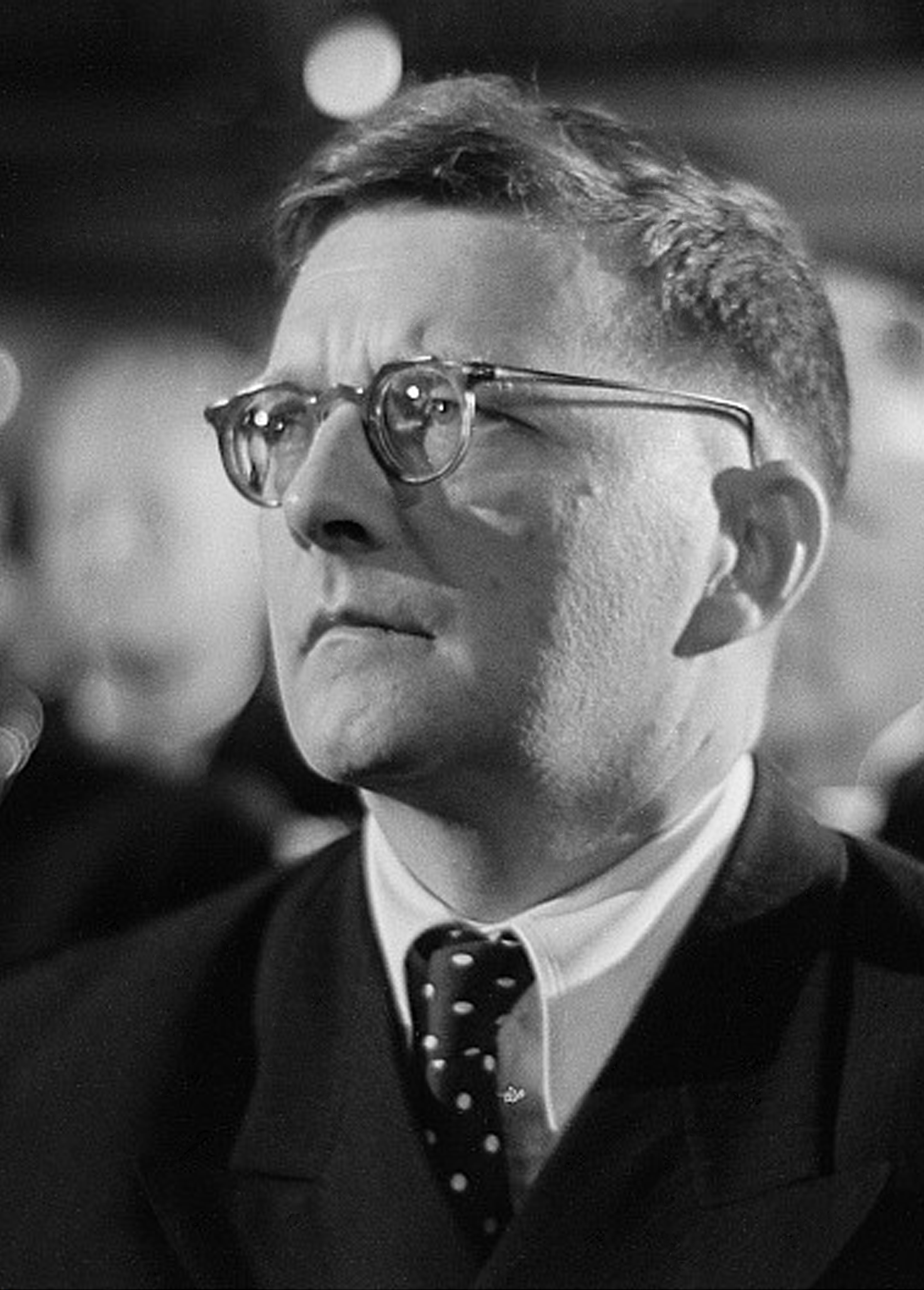
Dmitri Chostakovitch

- 4 janvier : Stefan Rachoń, chef d'orchestre et violoniste polonais († 3 août 2001).
- 10 janvier : Natan Rakhline, chef d'orchestre ukrainien († 28 juin 1979).
- 13 janvier : Maxime Jacob, compositeur français († 26 février 1977).
- 31 janvier : Benjamin Frankel, pianiste, compositeur et chef d'orchestre anglais († 12 février 1973).
- 1er février : Pierre Capdevielle, compositeur et chef d'orchestre français († 9 juillet 1969).
- 8 février : 
  - Ferdinand Frantz, chanteur d'opéra allemand († 25 mai 1959).
  - Gustavo Pittaluga, compositeur, chef d'orchestre et essayiste espagnol († octobre 1975).
- 11 février : Yves Baudrier, compositeur français († 9 novembre 1988).
- 22 février : Adèle Marcus, pianiste américaine († 3 mai 1995).
- 25 février : Boris Papandopulo, chef d'orchestre et compositeur croate († 16 octobre 1991).
- 4 mars : Émile Damais, compositeur français († 2003).
- 11 mars : Hasan Ferit Alnar, compositeur turc († 26 juillet 1978).
- 14 mars : Ulvi Cemal Erkin, compositeur turc († 15 septembre 1972 (à 66 ans))
- 23 mars : George Posford, compositeur anglais d'opérettes († 24 avril 1976).
- 28 mars : Murray Adaskin, violoniste, compositeur, chef d'orchestre et pédagogue canadien († 6 mai 2002).
- 29 mars : E. Power Biggs, organiste anglais naturalisé américain († 10 mars 1977).
- 1er avril : Lucette Descaves, pianiste française († 15 avril 1993).
- 5 avril : Fernando Germani, organiste, compositeur et pédagogue italien († 10 juin 1998).
- 8 avril : 
  - Raoul Jobin, ténor québécois († 13 janvier 1974).
  - Berta Alves de Sousa, compositrice et pianiste portugaise († 1er août 1997).
- 9 avril : Antal Doráti, chef d'orchestre hongrois naturalisé américain († 13 novembre 1988).
- 13 avril : Endre Koréh, basse hongrois († 21 septembre 1960).
- 28 avril : Paul Sacher, chef d'orchestre et un industriel suisse († 26 mai 1999).
- 2 mai : Maurice Thiriet, compositeur français († 28 septembre 1972).
- 12 mai : Denis Joly, organiste et compositeur français († 21 décembre 1979).
- 17 mai : Zinka Milanov, cantatrice croate († 30 mai 1989).
- 1er juin : Walter Legge, producteur musical britannique († 22 mars 1979).
- 11 juin : Marcel Dautremer, compositeur et chef d'orchestre français († 25 novembre 1978).
- 24 juin : Pierre Fournier, violoncelliste français († 8 janvier 1986).
- 28 juin : Safford Cape, compositeur, musicologue, interprète et directeur musical américain († 26 mars 1973).
- 9 juillet : Elisabeth Lutyens, compositrice britannique († 14 avril 1983).
- 14 juillet : Arthur Hutchings, musicologue, compositeur et professeur de musique anglais († 13 novembre 1989).
- 19 juillet : Klaus Egge, compositeur et critique musical norvégien († 7 mars 1979).
- 21 juillet :
  - Annelies Kupper, soprano allemande († 8 décembre 1987).
  - Daniel Ayala Pérez, violoniste, chef d'orchestre et compositeur mexicain († 20 juin 1975).
- 28 juillet : Gottlob Frick, basse allemande († 18 août 1994).
- 30 juillet : Ľudovít Rajter, chef d'orchestre, compositeur et enseignant slovaque († 6 juillet 2000).
- 1er août : Jean Van de Cauter, compositeur, organiste et organier († 27 juillet 1979).
- 7 août : Max Rostal, violoniste († 6 août 1991).
- 7 août : Jacques Dupont, (dit Jacque-Dupont), pianiste et compositeur français. († 21 mars 1985).
- 15 août : Finn Viderø, organiste et compositeur danois († 13 mars 1987).
- 19 août : Judith Hellwig, soprano allemande († 25 janvier 1993).
- 30 août : Antoine Goléa, musicologue français († 12 octobre 1980).
- 4 septembre : Alexander Moyzes, compositeur et pédagogue slovaque († 20 novembre 1984).
- 5 septembre : Peter Mieg, compositeur, artiste peintre et journaliste suisse († 7 décembre 1990).
- 7 septembre : Wolfgang Graeser, violoniste, musicologue et mathématicien suisse-allemand († 13 juin 1928).
- 19 septembre : 
  - Anna Amalie Abert, musicologue allemande († 4 janvier 1996).
  - Massimo Freccia, chef d'orchestre italien († 16 novembre 2004).
- 25 septembre :
  - Dmitri Chostakovitch, compositeur russe († 9 août 1975).
  - Jaroslav Ježek, compositeur, pianiste et chef d'orchestre tchécoslovaque († 1er janvier 1942).
  - Fanély Revoil, soprano française († 31 janvier 1999).
- 30 septembre : Václav Smetáček, hautboïste, chef d'orchestre et pédagogue tchèque († 18 février 1986).
- 7 octobre : Denise Launay, organiste et musicologue française († 13 mars 1993).
- 9 octobre : Jānis Ivanovs, compositeur letton († 27 mars 1983).
- 10 octobre : Paul Creston, compositeur américain († 24 août 1985).
- 12 octobre : Willy Hess, musicologue spécialiste de l'œuvre de Beethoven et compositeur suisse († 9 mai 1997).
- 20 octobre : Alfredo Campoli, violoniste britannique († 27 mars 1991).
- 21 octobre : Tomojirō Ikenouchi, compositeur japonais († 3 mars 1991).
- 25 octobre : Lucien Blin, compositeur français de musique pour orgue († 20 septembre 1975).
- 31 octobre : Louise Talma compositrice et pianiste américaine († 13 août 1996).
- 2 novembre : Claire Delbos, violoniste et compositrice française († 22 avril 1959 (à 52 ans)).
- 3 novembre : Alma Rosé, violoniste autrichienne († 4 avril 1944 dans le camp de concentration d'Auschwitz).
- 4 novembre : Arnold Cooke, compositeur britannique († 13 août 2005).
- 19 novembre : Jacques Leguerney, compositeur français († 10 septembre 1997).
- 27 novembre : Erich Valentin, musicologue allemande († 16 mars 1993).
- 7 décembre : Elisabeth Höngen, mezzo-soprano allemande († 7 août 1997).
- 9 décembre : Marc Berthomieu, compositeur français († 11 mars 1991).
- 12 décembre : Ludwig Suthaus, ténor wagnérien allemand († 9 septembre 1971).

Date indéterminée
- Joseph Victor Meyer, pianiste, organiste, chef d'orchestre et de chœur, professeur d'orgue († 1960).
- Maurice Raskin, violoniste belge († 1984).

## Décès

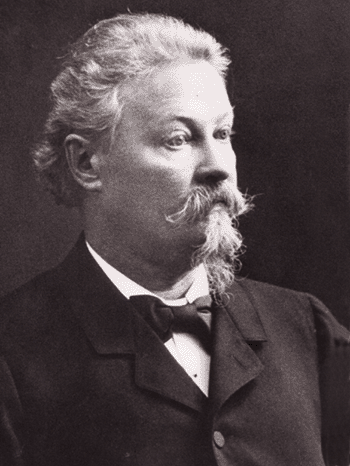
Martin Wegelius

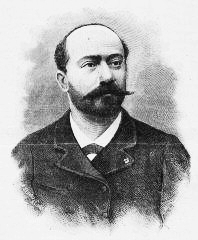
Alexandre Luigini

- 1er janvier : Joseph Miroslav Weber, compositeur, violoniste et organiste tchèque (° 9 novembre 1854).
- 8 janvier : Édouard Blau, librettiste et auteur dramatique français (° 31 mai 1836).
- 24 janvier : Henri Duvernoy, compositeur et professeur de musique français (° 16 novembre 1820).
- 10 février : Luigi Ricci-Stolz, compositeur italien (° 1852).
- 25 février : Anton Arenski, compositeur russe (° 12 juillet 1861).
- 19 mars : Caroline Wichern, compositrice et professeur de musique allemande († 13 septembre 1836).
- 22 mars : Martin Wegelius, compositeur et pédagogue finlandais (° 10 novembre 1846).
- 28 mars : Hector Salomon, compositeur français (° 29 mai 1838).
- 25 avril : John Knowles Paine, compositeur américain (° 9 janvier 1839).
- 30 mai : William Hurlstone, compositeur britannique (° 7 janvier 1876).
- 9 mai : Helen Lemmens-Sherrington, soprano anglaise (° 4 octobre 1834).
- 8 juin : Christian Frederik Emil Horneman, compositeur et chef d'orchestre danois 17 décembre 1840).
- 1er juillet : Manuel Garcia junior, théoricien et pédagogue espagnol (° 17 mars 1805).
- 8 juillet : Ivan Melnikov, baryton russe (° 4 mars 1832).
- 9 juillet : Alfred Stelzner, compositeur et luthier allemand (° 29 novembre 1852).
- 11 juillet : Lazare-Auguste Maquaire, organiste et compositeur français (° 25 octobre 1872).
- 17 juillet : Georg Wilhelm Rauchenecker, violoniste, compositeur et chef d’orchestre allemand (° 8 mars 1844).
- 29 juillet : Alexandre Luigini, compositeur, violoniste et chef d'orchestre français d'origine italienne (° 9 mars 1850).
- 29 août : Napoléon Alkan, compositeur et pédagogue français (° 2 février 1826).
- 1er septembre : Giuseppe Giacosa, librettiste italien des opéras de Puccini (° 21 octobre 1847).
- 22 septembre : Jules Stockhausen, baryton et pédagogue allemand (° 22 juillet 1826).
- 30 septembre : Jean-Henri Ravina, pianiste et compositeur français (° 20 mai 1818).
- 18 octobre : Léon Gastinel, compositeur français (° 15 août 1823).
- 25 novembre : René de Boisdeffre, compositeur français (° 3 avril 1838).
- 14 décembre : Federico Consolo, violoniste et compositeur italien (° 4 avril 1841).
- 30 décembre : Eugène Goossens, chef d'orchestre britannique d'origine belge (° 25 février 1845).

Date indéterminée
- Giacomo Longo, compositeur italien (° 15 février 1833).
- Nissan Spivak, chantre, compositeur ukrainien (° 1824).